# Montañas Challenger
Las Montañas Challenger (en inglés: Challenger Mountains) es una cordillera que se encuentra en el extremo norte de la isla de Ellesmere, en el territorio canadiense de Nunavut. Forma parte de la cordillera Ártica, siendo la cordillera situada más al norte del mundo.  El pico más elevado de la cordillera es la Monte Commonwealth, de 2.225 metros. La cordillera de los Estados Unidos se encuentra al este de esta cordillera.
La cordillera cubre una superficie de 14.892 km² y se encuentra dentro del Parque nacional Quttinirpaaq, uno de los más septentrionales del mundo, junto con el Parque nacional del noreste de Groenlandia.